# Dimensão topológica
A dimensão topológica de um conjunto do espaço topológico é o valor mínimo de n para o qual toda cobertura aberta admite uma cobertura aberta mais fina de ordem não superior a n+1. Se não existe valor mínimo de n, então se diz que o conjunto é de dimensão infinita. A ordem de uma cobertura é o máximo número de subconjuntos da cobertura ao qual pertence qualquer ponto do conjunto.
Uma cobertura mais fina é aquela na qual cada subconjunto está incluido em algum subconjunto de outra cobertura, menos fina neste caso.